# Nikita Petrov
Pour les articles homonymes, voir Petrov.
Nikita Vassilievitch Petrov (en russe : Никита Васильевич Петров), né le 31 janvier 1957 à Kiev, est un historien russe spécialisé dans l'étude des services secrets soviétiques. Il travaille pour l'ONG russe Memorial qui traite entre autres des questions liées à la répression politique du temps de l'URSS.

## Biographie
Nikita Petrov naît le 31 janvier 1957 à Kiev. En août 1960, la famille déménage à Moscou. En 1974, il entre à l'Institut Mendeleïev. En 1980, il défend un diplôme sur le sujet de la chimie des composés fluorés d'uranium. En avril 1980, il entre en cours de troisième cycle de l'Institut Kourtchatov, où il prépare une dissertation sur les composés chimiques du plutonium.
Il participe à partir du décembre 1988, aux séminaires de l'ONG Memorial et à partir du juin 1990, y occupe le poste de président du conseil. Après le putsch de Moscou, il est expert de la commission du Soviet suprême de la RSFSR supervisant le transfert des archives du PCUS et du KGB aux archives d’État. En 1992, il est présent en qualité d'expert à la Cour constitutionnelle de la fédération de Russie traitant ce qui est appelé l'affaire du PCUS, à la demande des 37 députés du Congrès des députés du peuple de Russie. Cette procédure examine la légalité des trois décrets présidentiels de Boris Eltsine émis en automne 1991, concernant la suspension des activités du Parti communiste de la RSFSR et le transfert de propriété de ses biens à l’État de la RSFSR.
En 2005, Nikita Petrov est fait chevalier de l'ordre du Mérite de la république de Pologne, pour ses recherches sur la répression des polonais lors de la Seconde Guerre mondiale.
En 2008, il soutient une thèse de l'intitulé PhD à l'université d'Amsterdam Staline et l'appareil du NKVD dans la soviétisation des pays de l'Europe centrale et de l'Europe de l'Est dans les années 1945-1953.

## Publications

### Ouvrages
- (en) Coauteur Marc Jansen, Stalin's Loyal Executioner: People's Commissar Nikolai Ezhov, 1895-1940, Hoover Institution Press, Stanford, 2002, 274 p.  (ISBN 978-0-8179-2902-2).

### Ouvrages collectifs
- (en) Sous la direction de Craig Zumbrunnen, Urban Geography in the Soviet Union and the United States, Rowman & Littlefield Pub Inc, 1992, 342 p.  (ISBN 978-0-8476-7568-5).
- Sous la direction de Stéphane Courtois, Le jour se lève : l'héritage du totalitarisme en Europe, 1953-2005, Mayenne, Éditions du Rocher, coll. « Démocratie ou totalitarisme », 2006, 493 p. (ISBN 978-2268057019)